# 波伊那尼亞學院

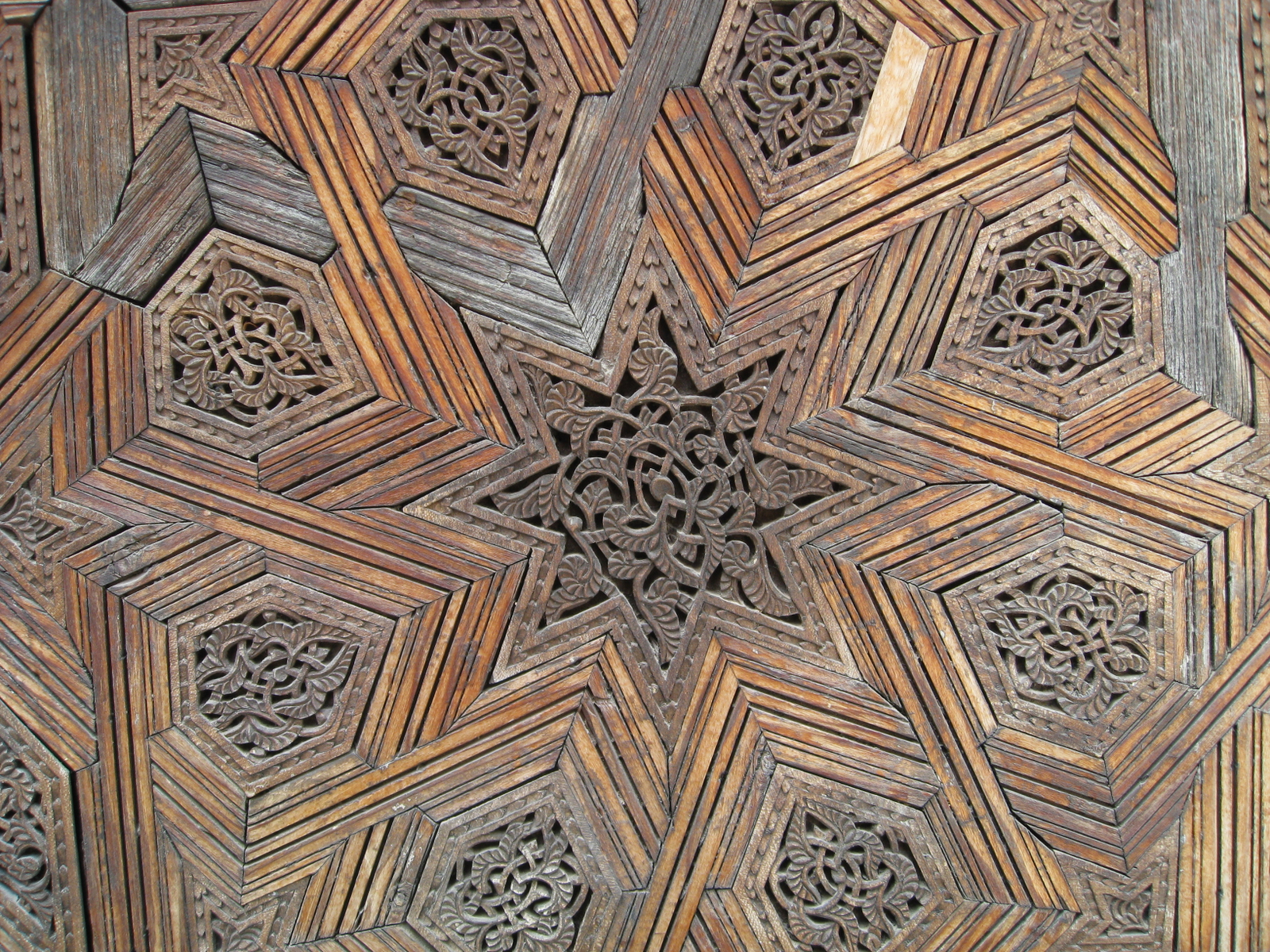
庭院外側室的雪松木門上雕刻著幾何和蔓藤花紋細節

波伊那尼亞學院（阿拉伯语：‎，羅馬化：al-madrasa ʾabū ʿinānīya）是位於摩洛哥非斯的伊斯蘭學校，由馬林王朝的統治者阿布·伊南·法里斯建於1350至1355年，比梅克內斯的同名學校晚20年建成。波伊那尼亞學院被譽為馬林王朝的代表性建築。
學校一直運作至1960年才停止招收學生。目前正面的祈禱廳僅允許穆斯林進入，其他區域則開放遊客參觀，是摩洛哥為數不多的對非穆斯林遊客開放的宗教場所之一。